# 명량: 회오리 바다를 향하여
"명량: 회오리 바다를 향하여"는 한국에서 제작된 김한민 감독의 2015년 다큐멘터리 영화이다. 김한민 등이 주연으로 출연하였다.

## 출연

### 주연
- 최민식
- 최민식

- 오타니 료헤이
- 이해영
- 장준녕
- 권율

## 기타
- 제작실장: 한상욱
- 제작팀: 양윤식
- 매니저부문: 최윤배
- 매니저부문: 장철한
- 매니저부문: 최원봉
- 매니저부문: 이경호
- 매니저부문: 이창훈
- 매니저부문: 최호준
- 매니저부문: 윤진훈
- 매니저부문: 장세완
- 매니저부문: 이소영
- 매니저부문: 이주열
- 매니저부문: 김진선